# Spichlerz w Chudowie
Spichlerz w Chudowie – dawny budynek gospodarczy należący, wraz z zamkiem i otaczającym oba obiekty około 7 ha parkiem, do zespołu zabytkowego w Chudowie. Spichlerz zbudowany został prawdopodobnie między 1717 a 1768 rokiem. Budynek jest dwukondygnacyjny, i przykryty dachem mansardowym z lukarnami. W latach 90. XX wieku dach uległ zawaleniu, w wyniku którego zniszczona została cała konstrukcja nośna oraz stropy. W wyniku prac rozpoczętych pod koniec lat 90., został zrekonstruowany mansardowy dach, a w 2002 roku udało się odtworzyć drewnianą konstrukcję nośną i stropy. Plan Odnowy Miejscowości z 2008 roku wspomina o planach fundacji Zamek Chudów na adaptację spichlerza na pensjonat, natomiast oficjalna strona gminy Gierałtowice w 2012 roku opublikowała tekst określający plany fundacji by obiekt spełniał funkcję muzealno-rekreacyjną, w tym hotelarską i gastronomiczną.